# WLAN

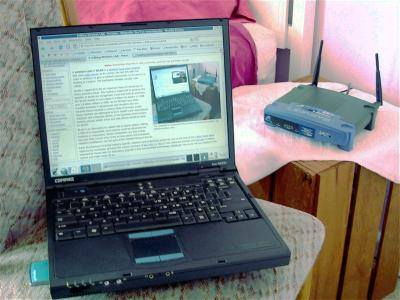
Цей ноутбук пов'язано з бездротовою точкою доступу, застосована PC карта.

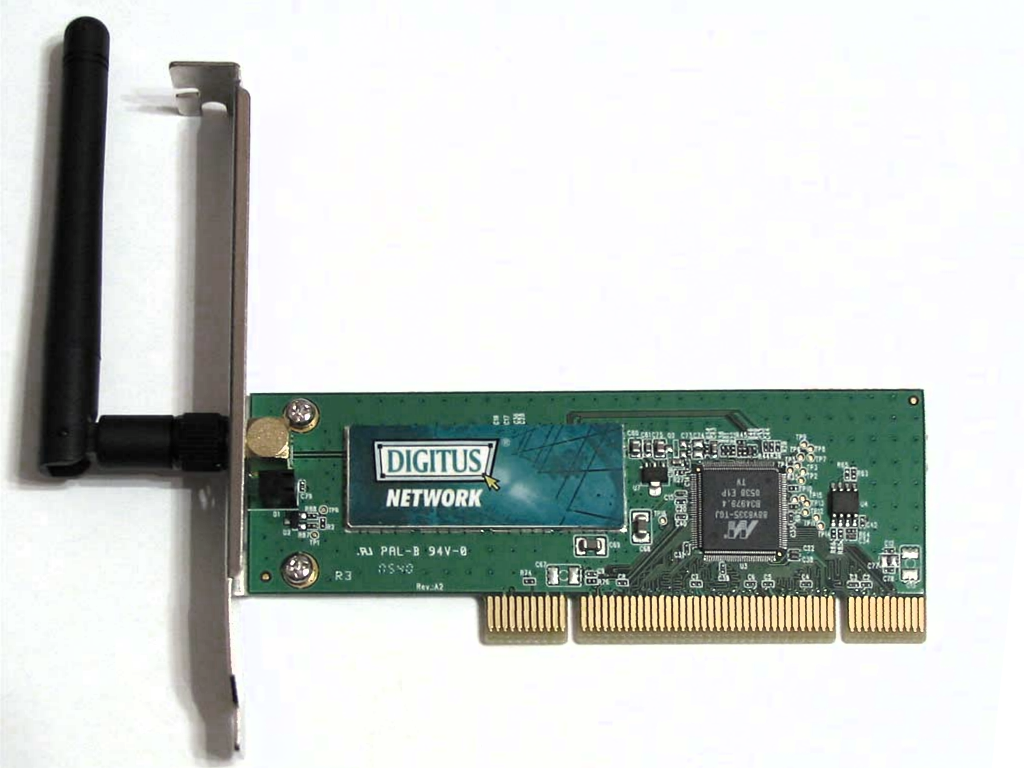
54 Мбіт/с WLAN PCI Card (802.11g)

## Види безпровідних локальних мереж

### Peer-to-peer

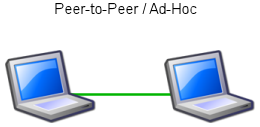
Безпровідна локальна мережа типу Peer-to-peer

Цей тип мережі також називають Wi-Fi Direct - мережа, де станції зв'язуються тільки за допомогою технології peer-to-peer(P2P). 
У Wi-Fi P2P об'єднує власника групи, який виступає у ролі точки доступу і всі інші пристрої, які є клієнтами. Є два головні методи, щоб встановити групового власника в Wi-Fi Direct. У першому випадку, користувач вибирає власника групи вручну. У другому методі власник групи вибирається в залежності від пріоритету пристрою в мережі. Пристрій з вищим пріоритетом стає власником групи, а другий пристрій стає клієнтом. Пріоритет пристрою може залежати від того, чи безпровідний пристрій з'єднує  WLAN і групу P2P, від залишкової потужності безпровідного пристрою, коли він вже є власником іншої групи і/або отримав сигнал від першого безпровідного пристрою.
Мережа peer-to-peer (P2P) також дозволяє безпровідним пристроям безпосередньо зв'язуватися один з одним. Безпровідні пристрої в межах діапазону можуть виявити і зв'язатися один з  одним  безпосередньо без залучення центральних точок входу. Цей метод зазвичай використаний двома комп'ютерами таким чином, що вони можуть з'єднатися один з одним, щоб сформувати мережу.
Якщо вимірювач сили сигналу використаний в цій ситуації, він, можливо, буде зчитувати силу сигналу неточно та з похибками, тому що він реєструє найсильніший сигналу, який може надходити з найближчого комп'ютера.

Проблема: Пристрої A і C з'єднані з пристроєм B, але недоступні одне для одного

IEEE 802.11 визначає фізичний рівень (PHY) і рівні MAC (Media Access Control). Його специфікація включає положення, розроблені для того, щоб мінімізувати конфлікти, коли два мобільні пристрої можуть обоє бути в діапазоні загальної точки входу, але поза діапазоном один одного.
802.11 має два основні режими операцій : спеціальний режим і режим інфраструктури. У спеціальному режимі мобільні пристрої з'єднуються безпосередньо один до одного. У режимі інфраструктури вони зв'язуються через точку входу, яка виконує роль мосту до провідної мережевої інфраструктури. Відколи безпровідна комунікація використовує більш відкритий спосіб для комунікації в порівнянні з провіднимм локальними мережами, проектувальники 802.11  також включали шифрування з симетричними ключами: WEP, WPA, WPA2, щоб обмежити доступ до безпровідних мереж.

### Міст
Міст може бути використаний, щоб підключити мережі, зазвичай різних типів. Безпровідний міст дозволяє підключенню пристроїв провідної мережі Ethernet до безпровідної мережі. Міст виступає як точка доступу до безпровідного LAN.

### Wireless distribution system (WDS)
Wireless distribution system створює безпровідний зв'язок між точками доступу в мережі IEEE 802.11. Вона дозволяє безпровідній мережі бути розгорнутішою, використовуючи декілька точок доступу без потреби з'єднувати їх за допомогою проводів. Відома перевага WDS над іншими типами мереж є те, що вона зберігає MAC адреси клієнтів між точками доступу, коли вони передають інформацію.
Точка входу може бути головною, проміжною або віддаленою базовою станцією. Головна базова станція зазвичай з'єднується   із інтернетом. Проміжна станція забезпечує зв'язок  від клієнтів і передає їх до наступної проміжної станції або до головної станції. Підключення між "клієнтами" зроблені з використанням MAC адрес замість того, щоб призначати IP адресу.
Усі базові станції в WDS мають бути настроєні так, щоб використовувати один і той же радіоканал, і ділитися ключами WEP або WPA, якщо вони використані. WDS також потребує, щоб кожна станція була настроєна так, щоб пересилати інформацію іншим пристроям в системі, як згадано вище.

## Wi-Fi і WiMAX
Порівняння WiMAX і Wi-Fi зустрічається досить часто — терміни співзвучні, назва стандартів, на яких засновані ці технології, схожі (стандарти розроблені IEEE, обидва починаються з «802.»), А також обидві технології використовують бездротове з'єднання та використовуються для підключення до інтернету (каналу обміну даними). Але, попри це, ці технології спрямовані на вирішення абсолютно різних завдань.
| Технологія         | Стандарт  | Використання      | Пропускна здатність                                          | Радіус дії                                                    | Частота                                                          |
| ------------------ | --------- | ----------------- | ------------------------------------------------------------ | ------------------------------------------------------------- | ---------------------------------------------------------------- |
| Wi-Fi              | 802.11a   | WLAN              | до 54 Мбіт/с                                                 | до 100 метрів                                                 | 5,0 ГГц                                                          |
| Wi-Fi              | 802.11b   | WLAN              | до 11 Мбіт/с                                                 | до 100 метрів                                                 | 2,4 ГГц                                                          |
| Wi-Fi              | 802.11g   | WLAN              | до 54 Мбіт/с                                                 | до 100 метрів                                                 | 2,4 ГГц                                                          |
| Wi-Fi              | 802.11n   | WLAN              | до 300 Мбіт/с (в перспективі до 450, а згодом до 600 Мбіт/с) | до 100 метрів                                                 | 2,4 — 2,5 або 5,0 ГГц                                            |
| WiMax              | 802.16d   | WMAN              | до 75 Мбіт/с                                                 | 6-10 км                                                       | 1,5-11 ГГц                                                       |
| WiMax              | 802.16e   | Mobile WMAN       | до 40 Мбіт/с                                                 | 1-5 км                                                        | 2.3-13.6 ГГц                                                     |
| WiMax              | 802.16m   | WMAN, Mobile WMAN | до 1 Гбіт/с (WMAN), до 100 Мбіт/с (Mobile WMAN)              | н/д (стандарт в розробці)                                     | н/д (стандарт в розробці)                                        |
| Bluetooth v. 1.1.  | 802.15.1  | WPAN              | до 0,7 Мбіт/с                                                | до 10 метрів                                                  | 2,4 ГГц                                                          |
| Bluetooth v. 2.0   | 802.15.3  | WPAN              | до 3 Мбіт/с                                                  | до 100 метрів                                                 | 2,4 ГГц                                                          |
| Bluetooth v. 3.0   | 802.11    | WPAN              | від 3 Мбіт/с до 24 Мбіт/с                                    | до 100 метрів                                                 | 2,4 ГГц                                                          |
| UWB                | 802.15.3a | WPAN              | 110-480 Мбіт/с                                               | до 10 метрів                                                  | 7,5 ГГц                                                          |
| ZigBee             | 802.15.4  | WPAN              | від 20 до 250 Кбіт/с                                         | 1-100 м                                                       | 2,4 ГГц (16 каналів), 915 МГц (10 каналів), 868 МГц (один канал) |
| Інфрачервоний порт | IrDa      | WPAN              | до 16 Мбіт/с                                                 | від 5 до 50 сантиметрів, односторонній зв'язок — до 10 метрів |                                                                  |

- WiMAX - це система далекої дії, що покриває кілометри простору, яка зазвичай використовує ліцензовані спектри частот (хоча можливо і використання неліцензованих частот) для надання з'єднання з інтернетом типу точка-точка провайдером кінцевому користувачеві. Різні стандарти сімейства 802.16 забезпечують різні види доступу, від мобільного (схожий з передачею даних з мобільних телефонів) до фіксованого (альтернатива дротовому доступу, при якому безпровідне устаткування користувача прив'язане до місця розташування).
- Wi-Fi - це система коротшої дії, що зазвичай покриває десятки метрів, яка використовує неліцензовані діапазони частот для забезпечення доступу до мережі. Зазвичай Wi-Fi використовується користувачами для доступу до їх власної локальної мережі, яка може бути і не підключена до Інтернету. Якщо WiMAX можна порівняти з мобільним зв'язком, то Wi-Fi швидше схожий на стаціонарний безпровідний телефон.
- WiMAX і Wi-Fi мають абсолютно різний механізм Quality of Service (QoS). WiMAX використовує механізм, заснований на встановленні з'єднання між базовою станцією і пристроєм користувача. Кожне з'єднання засноване на спеціальному алгоритмі планування, який може гарантувати параметр QoS для кожного з'єднання. Wi-Fi, у свою чергу, використовує механізм QoS подібний до того, що використовується в Ethernet, при якому пакети отримують різний пріоритет. Такий підхід не гарантує однаковий QoS для кожного з'єднання.

Через дешевизну і простоту установки Wi-Fi часто використовується для надання клієнтам швидкого доступу в Інтернет різними організаціями. Наприклад, в деяких кафе, готелях, вокзалах і аеропортах можна виявити безкоштовну точку доступу Wi-Fi.

## Інтернет-ресурси
- Umfangreiche Informationen zu WLAN, Standards, FAQ und Chipsätzen [Архівовано 23 січня 2012 у Wayback Machine.]
- Basiswissen – Wireless LAN Grundlagen [Архівовано 13 квітня 2012 у Wayback Machine.] auf den Seiten von Netgear
- Große WLAN-Richtfunk-FAQ für 5 GHz-WLAN (802.11a/b/g/h) [Архівовано 13 березня 2012 у Wayback Machine.]